# فری‌داس
فری‌داس (به انگلیسی: FreeDOS سابقاً Free-DOS و PD-DOS) یک سیستم‌عامل آزاد برای رایانه‌های سازگار با آی‌بی‌ام است. این سیستم‌عامل از تعداد زیادی برنامه مجزا و مختلف تشکیل شده‌است که به عنوان «بسته» برای کل پروژه فری‌داس عمل می‌کنند. فری‌داس به عنوان یکی از اعضای خانواده داس، قابلیت‌هایی نظیر دستیابی به دیسک از طریق هسته و همچنین مدیریت حافظه به صورت ناقص را فراهم می‌کند، اما به صورت پیشفرض، هیچگونه واسط گرافیکی کاربری در این سیستم‌عامل وجود ندارد. نسخه ۱٫۱ از این سیستم‌عامل در ۲ ژانویه سال ۲۰۱۲ عرضه شد. تعداد کمی از بسته‌ها بروز شده‌اند یا جدیداً به آن اضافه شده‌اند. بعد از اینکه مایکروسافت در سال ۱۹۹۴ اعلام کرد که دیگر سیستم‌عامل داس خود را پشتیبانی نمی‌کند و آن را به فروش نمی‌رساند، پروژه فری‌داس در ۲۹ ژوئیه ۱۹۹۴ آغاز به کار کرد. جیم هال بیانیه‌ای منتشر کرد و در آن توسعه یک جایگزین آزاد برای داس مایکروسافت را مطرح کرد. پس از چند هفته، توسعه‌دهندگان دیگری نظیر پت ویلانی و تیم نورمن به پروژه ملحق شدند. قبل از انتشار نسخه ۱٫۰ این سیستم‌عامل، تعدادی نسخه غیررسمی هم منتشر شد. پس از انتشار نسخه نسخه ۱٫۰، GNU/DOS که یک توزیع غیررسمی از فری‌داس بود، به کار خود پایان داد و دیگر توسعه داده نشد.

## ویژگی‌ها
- بوت چندگانه آسان با ویندوز ۹۸ و NT
- پشتیبانی از فت۳۲ و دیسک‌های بزرگ
- پشتیبانی از فایل‌های دارای اسامی طولانی به کمک درایور DOSLFN
- کلاینت بیت‌تورنت
- یک مدیر بسته به نام FDNPKG
- برنامه‌ای برای نمایش فایل‌های متنی به نام PG
- برنامه‌های بایگانی مدرن مانند 7ZIP, INFO-ZIP, zip, unzip
- MPXPLAY که یک پخش‌کننده چند رسانه‌ای برای فایل‌های mp3, ogg, wmv و ... است.
- و ...